# João Scognamiglio Clá Dias

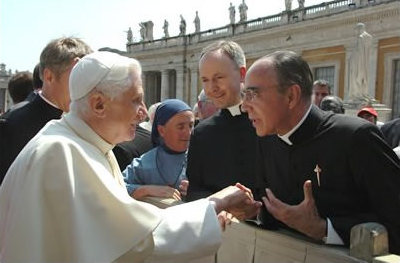
Papst Benedikt XVI. und João Scognamiglio Clá Dias (August 2009)

João Scognamiglio Clá Dias, E.P. (* 15. August 1939 in São Paulo, Brasilien; † 1. November 2024 in Franco da Rocha) war ein katholischer Geistlicher aus Brasilien und Ordensgründer sowie Generaloberer der Arautos do Evangelho.

## Leben
Nach seiner Schulzeit studierte Clá Dias Jura an der Juristischen Fakultät der Universidade de São Paulo am Largo de São Francisco und leistete anschließend seinen Militärdienst in der Gardekompanie, auch als Fallschirmspringer. Er gehörte der Marianischen Kongregation und dem Dritten Orden des Karmel an. Er studierte Philosophie und Katholische Theologie an der Centro Universitário Católico Ítalo Brasileiro, erwarb einen Abschluss in Geisteswissenschaften von der Pontificia Universidad Católica Madre y Maestra, Dominikanische Republik, promovierte in Kirchenrecht an der Päpstlichen Universität S. Thomas von Aquin (Angelicum) in Rom und in Theologie an der Universidad Pontificia Bolivariana in Medellin, Kolumbien.
Lange Jahre war Clá Dias sehr engagiert in der Sociedade Brasileira de Defesa da Tradição, Família e Propriedade, der Brasilianischen Gesellschaft zur Verteidigung von Tradition, Familie und Privateigentum (TFP). In diesem Rahmen veröffentlichte er auch ein Buch über die Mutter des Gründers dieser Organisation, Plinio Corrêa de Oliveira. Als Corrêa de Oliveira 1995 starb, zerstritt Cla Dias sich mit anderen TFP-Führungspersonen, was zur Spaltung dieser Organisation führte. Im Gegensatz zu den anderen wollte er mehr religiös arbeiten bzw. evangelisieren und weniger gesellschaftspolitisch agieren. Außerdem wollte er eine engere Bindung an die Kirche.
Clá Dias gründete die Internationale Vereinigung von Gläubigen der Herolde des Evangeliums (Arautos do Evangelho), die Klerikale Gesellschaft vom Apostolischen Leben Virgo Flos Carmeli, und die Gesellschaft vom Apostolischen Leben Regina Virginum. Am 15. Juni 2005 empfing er die Priesterweihe. Am 2. Juni 2017 trat er von seinem Amt als Generaloberer der Herolde des Evangeliums zurück.
Anfang November verstarb er im Alter von 85 Jahren in Franco da Rocha.

## Mitgliedschaften
- Internationale Thomas von Aquin Gesellschaft
- Marianische Akademie von Aparecida
- Päpstliche Akademie der Unbefleckten Empfängnis

## Ehrungen und Auszeichnungen
- „Marschall-Hermes-Medaille - Widmung und Studien“ der brasilianischen Armee.
- Kanonikus (Ehrendomherr) der Päpstlichen Basilika Santa Maria Maggiore in Rom (14. September 2008).
- Ehrendoktor der Centro Universitário Ítalo-Brasileiro in São Paulo.
- Apostolischer Protonotar.
- Medaille Pro Ecclesia et Pontifice (15. August 2009).

## Veröffentlichungen (Auswahl)
- Doña Lucilia. Artpress, São Paulo 1995.
- Fátima, aurora del tercer milenio.
- Génesis y desarrollo del Movimiento Heraldos del Evangelio y su reconocimiento canónico.
- El don de sabiduría en la mente, vida y obra de Plinio Corrêa de Oliveira.

Quelle:

## Einzelbelege
1. ↑  Zu den biographischen Daten vgl. http://www.joaocladias.org.br/curriculum.asp
2. ↑  Monsenhor João Scognamiglio Clá Dias entrega sua alma a Deus. In: gaudiumpress.org. 1. November 2024, abgerufen am 1. November 2024 (spanisch).
3. ↑  Vgl. den Film https://www.youtube.com/watch?v=b2nHjFYo7Pk, der zeigt, wie Cla Dias beide Organisationen verbunden hat.
4. ↑  Vgl. João S. Clá Dias, „Dona Lucilia“, Artpress, São Paulo 1995. Zitiert nach: Roberto de Mattei: Der Kreuzritter des 20. Jahrhunderts. Plinio Corrêa de Oliveira, Fn. 51, S. 14. (PDF; 1,4 MB)
5. ↑  Vgl. João S. Clá Dias, „Dona Lucilia“, Artpress, São Paulo 1995, S. 11: Es sei „eine echte, umfassende Vita von Dona Lucília, die mit den besten ‚Heiligenleben‘, die bis heute auf der ganzen Welt erschienen sind, verglichen werden“ könne (Vorwort).
6. ↑  Vgl. http://www1.folha.uol.com.br/folha/brasil/ult96u478957.shtml
7. ↑  Vgl. http://revistaepoca.globo.com/Epoca/0,,EPT980649-1664,00.html
8. ↑  El fundador de los Heraldos renuncia al cargo de Superior General sintiéndose ‘constituido por Dios como modelo y guardián vivo’ del carisma, abgerufen am 19. Juni 2018.
9. ↑  Vgl. hierzu http://es.arautos.org/view/show/543-biografia-de-mons-joao-scognamiglio-cla-dias

| Personendaten    | Personendaten                                                                          |
| ---------------- | -------------------------------------------------------------------------------------- |
| NAME             | Clá Dias, João Scognamiglio                                                            |
| ALTERNATIVNAMEN  | Clá Dias E. P., João Scognamiglio                                                      |
| KURZBESCHREIBUNG | brasilianischer römisch-katholischer Geistlicher und Ordensgründer sowie Generaloberer |
| GEBURTSDATUM     | 15. August 1939                                                                        |
| GEBURTSORT       | São Paulo, Brasilien                                                                   |
| STERBEDATUM      | 1. November 2024                                                                       |
| STERBEORT        | Franco da Rocha, Brasilien                                                             |